# Knut Storberget

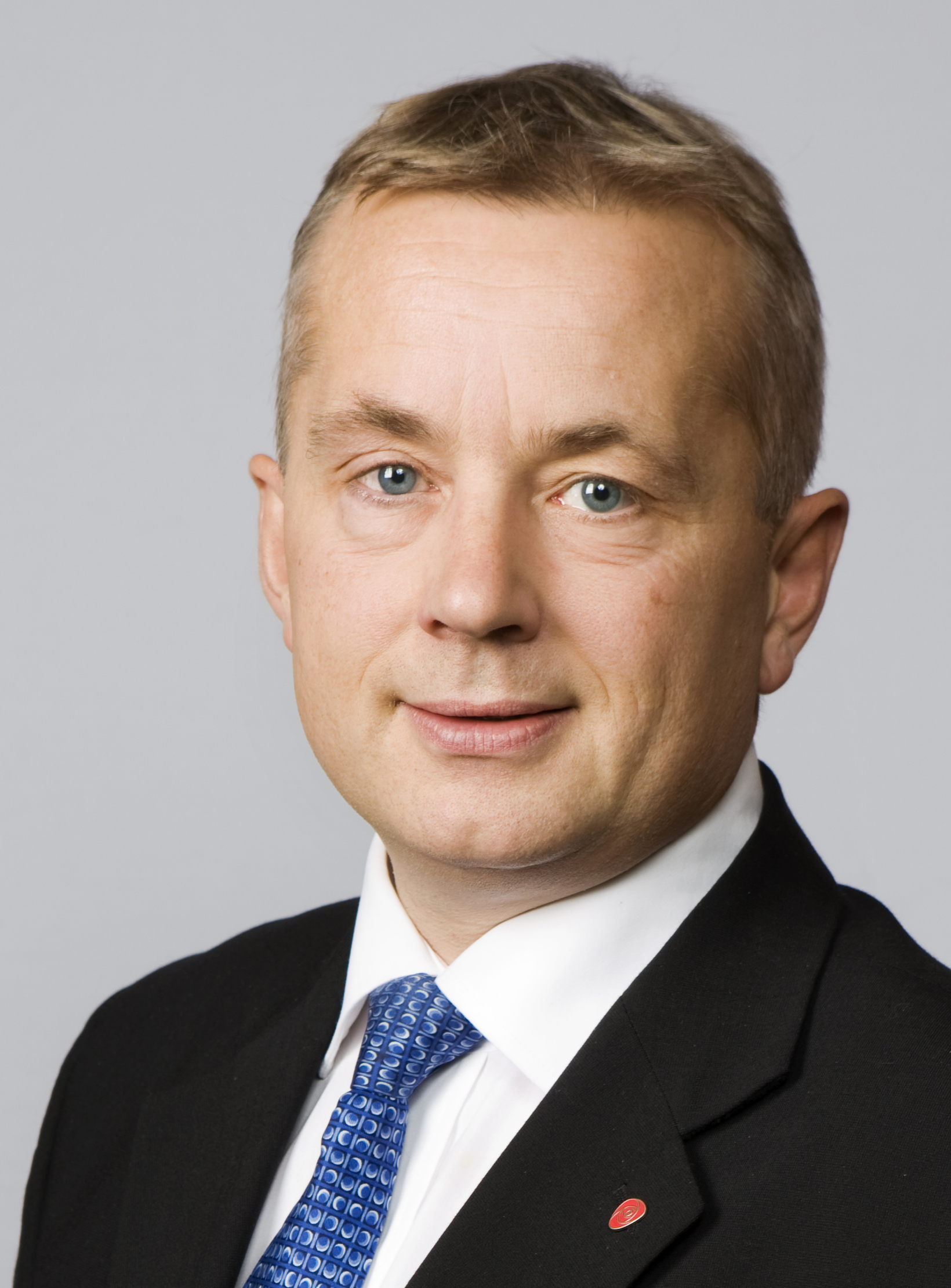
Knut Storberget (2009)

Knut Storberget (* 6. Oktober 1964 in Elverum) ist ein norwegischer sozialdemokratischer Politiker. Von 2005 bis 2011 war er Justizminister in der Regierung Jens Stoltenberg II. Seit Januar 2019 ist er Statsforvalter der Provinz Innlandet.

## Leben
Storberget ist Jurist und als Rechtsanwalt zugelassen. Sein Studium absolvierte er bis 1990 an der Universität Oslo. In der Zeit zwischen 1992 und 2002 war er als Anwalt tätig.
Von 1991 bis 1999 war Storberget Mitglied im Kommunalparlament von Elverum. Bei der Parlamentswahl 2001 wurde er erstmals ins Storting gewählt, sein Wahlkreis ist Hedmark. Ab dem 17. Oktober 2005 war Knut Storberget Minister für Justiz und Polizei im zweiten Kabinett von Jens Stoltenberg. Am 11. November 2011 übernahm er die politische Verantwortung für Versäumnisse der Sicherheitskräfte in Verbindung mit den Terroranschlägen vom 22. Juli 2011. Er trat von seinem Posten zurück, ohne dass ihm persönliches Fehlverhalten attestiert worden wäre.
2017 trat er nicht mehr zur Wiederwahl als Storting-Abgeordneter an. Im Juni 2017 wurde bekannt, dass er der erste Fylkesmann der neuen Provinz Innlandet werden soll. Bereits seit dem 1. Januar 2019 übt er das Amt für die erst ab dem 1. Januar 2020 bestehende Provinz aus. Zum 1. Januar 2020 änderte sich die Amtsbezeichnung zu Statsforvalter.